# Bogdan Lisiecki
Bogdan Lisiecki (ur. 9 października 1962 w Łasku) – polski polityk, ekonomista, menedżer, przedsiębiorca, senator VI kadencji.

## Życiorys

### Wykształcenie i praca zawodowa
W 1998 uzyskał licencjat w Wyższej Szkole Kupieckiej w Zgierzu, a w 2000 ukończył studia magisterskie na Wydziale Zarządzania Szkoły Wyższej im. Pawła Włodkowica w Płocku.
W latach 1980–1985 pracował w PKS w Zduńskiej Woli. Od 1985 do 1987 pracował jako kierowca w Spółdzielni Transportu Wiejskiego. W latach 1987–1991 był zatrudniony w Związku Gminnych Spółdzielni jako kierownik magazynu. W okresie 1991–2005 prowadził własną działalność gospodarczą w branży handlowej.
W styczniu 2009 wszedł w skład zarządu Miejskiego Przedsiębiorstwa Wodociągów i Kanalizacji w Łasku, a w grudniu tego samego roku objął funkcję prezesa tej instytucji, którą pełnił do stycznia 2011.

### Działalność polityczna
W wyborach samorządowych w 1998 bezskutecznie kandydował do rady miasta Łasku z listy koalicji Przymierze Społeczne, a w wyborach w 2002 bez powodzenia ubiegał się o funkcję burmistrza tego miasta z ramienia PSL. W 2004 wstąpił do Samoobrony RP. W tym samym roku bezskutecznie kandydował z jej listy do Parlamentu Europejskiego. W wyborach w 2005 uzyskał mandat senatorski w okręgu piotrkowskim. Pracował w Komisji Gospodarki Narodowej. W wyborach parlamentarnych w 2007 bez powodzenia ubiegał się o reelekcję. Po wyborach wystąpił z Samoobrony RP.
W wyborach samorządowych w 2010 bezskutecznie kandydował do sejmiku łódzkiego z listy Prawa i Sprawiedliwości, a cztery lata później na urząd burmistrza Łasku z ramienia lokalnego komitetu.